# Mouguerre
Mouguerre (Baskisch: Mugerre) is een gemeente in het Franse departement Pyrénées-Atlantiques (regio Nouvelle-Aquitaine). De plaats maakt deel uit van het arrondissement Bayonne. Mouguerre telde op 1 januari 2022 5.353 inwoners.

## Geografie
De oppervlakte van Mouguerre bedroeg op 1 januari 2022 22,57 vierkante kilometer; de bevolkingsdichtheid was toen 237,2 inwoners per km².

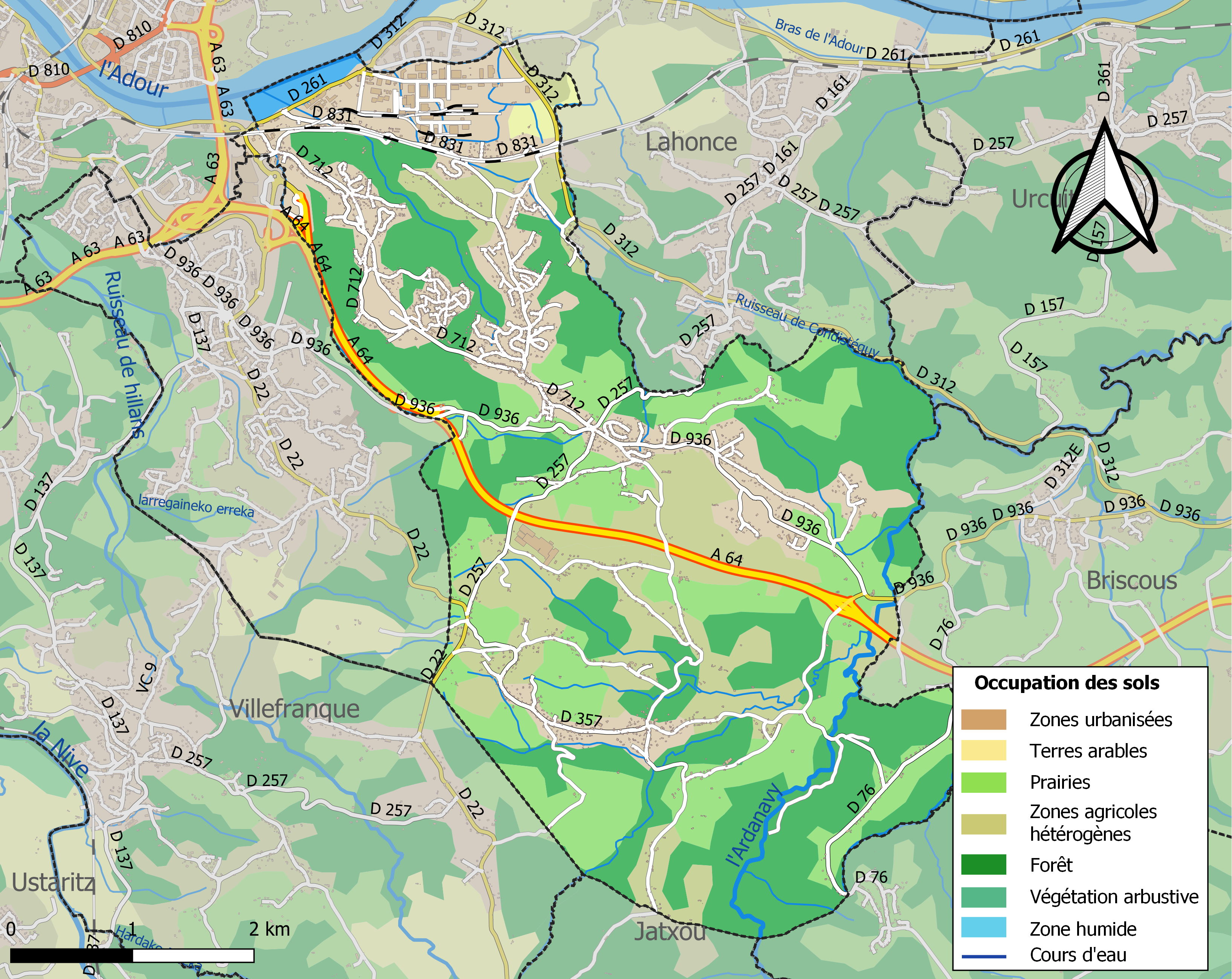
Kaart van de gemeente met belangrijkste infrastructuur, bodemgebruik en omliggende gemeenten

## Demografie
Onderstaande figuur toont het verloop van het inwonertal (bron: INSEE-tellingen).